# Will Héraucourt
Will Héraucourt (* 7. März 1895 in Zabern, Deutsches Reich; † 8. Mai 1974 in Ettlingen) war ein deutscher  Anglist.

## Leben
Héraucourt entstammte einer alten Hugenottenfamilie, die sich nach dem Edikt von Nantes in der  Rheinpfalz angesiedelt hatte. Sein Vater war der nachmalige Generaloberarzt Karl Héraucourt.
Nach dem Abitur am Gymnasium Theodorianum in Paderborn nahm er als Kriegsfreiwilliger beim  3. Ober-Elsässischen Feldartillerie-Regiment Nr. 80 (39. Division) am  Ersten Weltkrieg teil, zuletzt als Oberleutnant. Nach Kriegsende arbeitete er zunächst als Bankbeamter. 1925 trat er als Generalvertreter in die Waldorf-Astoria-Zigarettenfabrik. Ab 1927 studierte er an der Ludwig-Maximilians-Universität München Anglistik, Romanistik, Kunstgeschichte, Geographie, Philosophie und Psychologie. Am 31. Mai 1927 wurde er im Corps Transrhenania München (dem Corps der Rheinpfälzer) aktiv. Am 19. November 1929 wurde er auf eigenen Antrag familienhalber ohne  Band entlassen. Nachdem er an der Philipps-Universität Marburg das Studium beendet hatte und 1931 zum Dr. phil.  promoviert worden war, erhielt er das Band am Ende des Sommersemesters 1931 zurück. Als Wissenschaftlicher Assistent am Englischen Seminar in Marburg  habilitierte er sich 1936. Die 1937 verliehene Dozentur wurde 1939 in ein  Beamtenverhältnis umgewandelt. Während der  Suspension seines Corps war er Mitglied der  Altkameradschaft „von der Pfordten“.
1941 folgte er dem  Ruf  der Albertus-Universität Königsberg auf den Lehrstuhl für Anglistik.  Seit Beginn des Überfalls auf Polen diente er (wieder als Reserveoffizier) im Heer, zuletzt als Major. 1944 bei  Dünkirchen schwer  verwundet, musste er seine Lehrtätigkeit aufgeben. In der  Nachkriegszeit war er mit einem unbesoldeten Lehrauftrag in Marburg tätig. 1953 trat er in den Ruhestand. Als Privatgelehrter studierte er von 1961 bis 1963 Ägyptologie.
Aus der 1934 geschlossenen Ehe gingen zwei Töchter und ein Sohn hervor.

## Schriften
- Die Darstellung des englischen Nationalcharakters in John Galsworthy's „Forsyte Sage“. Marburg 1933.
- Die Wertwelt Chaucers, die Wertwelt einer Zeitwende. Heidelberg 1939 (Kulturgeschichtliche Bibliothek, N. F. Reihe 3, Bd. 1).
- mit Helmut Motekat und John W. P. Bourke (Hg.): Brockhaus-Bildwörterbuch Deutsch/Englisch – Englisch/Deutsch. Brockhaus Enzyklopädie 1960. GoogleBooks

## Auszeichnungen
- Eisernes Kreuz 2. Klasse
- Eisernes Kreuz 1. Klasse
- Wiederholungsspange zum Eisernen Kreuz beider Klassen
- Kriegsverdienstkreuz (1939) 2. Klasse mit Schwertern
- Kriegsverdienstkreuz 1. Klasse  mit Schwertern
- Medaille zur Erinnerung an den 1. Oktober 1938
- Verwundetenabzeichen in schwarz